# 투르크메니스탄
투르크메니스탄(투르크멘어: Türkmenistan, 러시아어: Туркменистан)은 중앙아시아에 있는 이슬람 공화국이다. 북쪽으로 카자흐스탄 북서쪽, 동쪽으로 우즈베키스탄, 남동쪽으로 아프가니스탄, 남쪽과 남서쪽으로 이란, 서쪽으로 카스피해가 닿아 있다. 아시가바트가 수도이며, 인구가 600만명으로 중앙아시아의 공화국 중 가장 적다. 투르크메니스탄의 시민은 , 투르크메니스탄인, 투르크멘으로 알려져 있다.
1990년 8월에 주권 선언을 하고, 소련이 붕괴한 직후 1992년 3월 독립국가연합에 가입하였다. 옛 소련 독립국 중 유일하게 계획경제 체제 하에 있다. 국토의 80%가 사막이며,  날씨가 극도로 건조하고 혹서가 계속된다. 소련 제 3위의 석유생산국이었으며, 천연 자원은 석유, 천연가스, 유황 등이다. 공업은 석유의 채굴과 제유, 면공업, 제사업, 유리, 융단업이 발달하였다. 농산물로는 면화, 곡물, 포도, 양모, 누에고치 등이 생산되며, 나라의 동부에서 남부를 싸고도는 카라쿰 운하는 아무다리야강의 물을 카스피해까지 인도하는 세계에서 가장 긴(전장 1,400km) 주행(舟行) 관개운하로서, 이미 아시가바트 서쪽까지 개통하였다. 본래 물이 부족한 이 나라에 운하의 물이 주는 혜택은 매우 크다. 그러나 카라쿰 운하 때문에 아무다리야강의 강물이 부족해져서 아랄해가 마르고 있다.
폐쇄주의 성향이 강해서, 비자 발급 절차가 상당히 까다로운 나라로 알려져 있다. 공항 구내에서 환승만 하는 공항 이용객들에게는 비자를 요구하지 않으나, 단순히 비자만 받았다고 해서 투르크메니스탄 입국이 바로 가능하지 않다. 비자와 함께 사전에 지정된 초청장이 있어야 투르크메니스탄으로 입국이 가능하다. 이에 2025년에 투르크메니스탄 국회에서 전자비자 신설에 합의했다.

## 역사
- 스키타이족
- 마사게타이족
- 인류 최초의 유적 중 하나이며, 튀르크 유목 유적과 고대 튀르크 유물,유골이 발견되는 아나우 유적 (아슈가바드 교외).
- 기원전 2세기 무렵의 파르티아 왕국의 발상지 니사 유적. 현재의 아슈하바트가 있는 곳에 작은 취락이 있었다.
- 사산 제국.
- 아케메네스 왕조
- 페르시아 제국
- 그리스-박트리아 왕조
- 에프탈
- 7세기~9세기 우마이야 왕조·압바스 왕조
- 9세기 사만 왕조.
- 10세기 셀주크 왕조, 가즈니 왕조, 호라즘 왕국.
- 13세기 일 한국. 티무르 왕조.
- 16세기~ 1869년 히바 한국, 부하라 한국, 사파비 왕조 등이 투르크메니스탄을 침략한다.
- 1881년 제정 러시아의 보호국이 됨.
- 1882년 제정 러시아에 의해 캅카스 관할구역 내의 자카스피 주로 옮겨진다.
- 1880년~ 자카스피 철도. 면화 재배의 확대.
- 1910년 경~ 1916년 수공업의 역할지가 된다.(지금도 섬유 공업이나 면화 재배는 주요한 산업이 되고 있다.)
- 1916년~ 1918년 반 제정 러시아 대폭동이 일어나 혁명의 도화선이 됨. 제정 러시아가 멸망하여 러시아 인민들이 해방되었고 제정 러시아 보호국들이 독립하여 소비에트 공화국들을 건국.
- 1924년 투르크메니스탄인들이 공산 이념을 믿고 투르크멘 SSR을 건국하였다. 나중에 소비에트 연방(소련) 구성국에 편입.
- 1990년 8월 22일에 주권 선언을 하면서, 10월 27일에는 직접 선거에 의한 대통령으로 단독 후보의 사파르무라트 니야조프가 98.8%의 득표율로 당선됐다.
- 1991년 10월 26일의 국민투표로 소련으로의 독립에서 94.1%가 찬성했고 다음날인 10월 27일에 독립했다.[9]
- 1991년 12월 8일에는 투르크메니스탄은 소련으로부터 독립을 한 뒤에는 소련은 투르크메니스탄 정부으로부터 독립 승인을 했다.
- 1992년 5월 18일 최고 회의가 대통령 권한을 강화한 신헌법을 채택.
- 1992년 5월 러시아, 독립국가연합과의 집단안전보장조약서명을 거부.
- 1992년 6월 대통령 선거에서 사파르무라트 니야조프 대통령이 99.5%의 지지로 재선.
- 1995년 12월 유엔 총회에서 투르크메니스탄을 영세중립국으로 승인하였다(러시아의 영향력을 배제하는 목적이라고 여겨진다.).
- 2002년 8월에는 종신 대통령으로 취임했다. 국내에서 故사파르무라트 니야조프 대통령은 투르크멘바시(투르크멘인의 우두머리)를 성으로 하고 있다.
- 2002년 11월 25일 아슈가바트에서 대통령 행렬이 총격을 받았다. 경호원 1명이 중상.
- 2006년 12월 21일 당시에 전 대통령이 있었던 故 사파르무라트 니야조프 대통령이 심장마비로 사망하였으며 당시 부총리로 있었던 구르반굴리 베르디무하메도프가 대통령직을 승계하였다.
- 2007년 2월 14일 구르반굴리 베르디무하메도프 대통령이 정식 취임을 했다.
- 2008년 11월 6일 투르크메니스탄의 2대 대통령 구르반굴리 베르디무하메도프와 대한민국의 대통령 이명박의 카스피 해의 해상광구 공동개발을 착수하기로 합의했었다.[10]
- 2012년 2월 12일 대선에 구르반굴리 베르디무하메도프 대통령이 재선에 성공하였다.
- 2017년 2월 12일 대통령 선거에 구르반굴리 베르디무하메도프 대통령이 3선에 성공하였다.
- 2020년 9월 25일 단원제에서 양원제로 변경하는 개헌안이 통과되었다. 2021년 1월 1일부터 개헌안이 발효되었다.
- 2021년 3월 28일 상원에 해당하는 인민이사회 의원을 선출하는 선거가 최초로 실시하였다. 인민이사회는 56명 의원을 선출하는데 이중 48명은 지방의회에서 선출한 선거인단이 선출하며 8명은 대통령 임명직이다. 2대 대통령인 구르반굴리 베르디무하메도프가 인민이사회 의원 겸 인민이사회 의장으로 선출되었다.
- 2022년 3월 19일 세르다르 베르디무하메도프가 제3대 투르크메니스탄 대통령으로 공식 취임하였다. 세르다르는 역대 투르크메니스탄 대통령 중 가장 최연소 대통령이기도 하다.

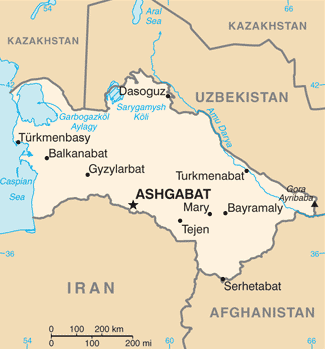
투르크메니스탄 지도

## 지리
국토 면적의 90%는 카라쿰 사막으로 구성되어 있다. 서쪽은 카스피해에 접해 있다. 남부는 이란과의 국경 지대이고, 북쪽 우즈베키스탄과의 국경 지대는 강이 흐르고 있다.

## 행정 구역

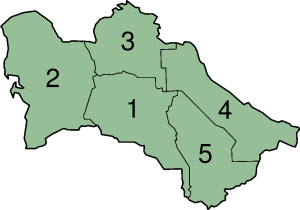
투르크메니스탄의 행정 구역

투르크메니스탄은 주(welayatlar, 단수 welayat)와 1개의 특별시로 구성되어 있다.
| 주          | ISO 3166-2 | 중심지         | 면적 (sq. km) | 면적 (sq. mi) | 인구 (1995년) | Key |
| ----------- | ---------- | -------------- | ------------- | ------------- | ------------- | --- |
| 아시가바트  |            | 아시가바트     |               |               | 604,000       |     |
| 아할 주     | TM-A       | 아나우         | 95,000        | 36,680        | 722,800       | 1   |
| 발칸 주     | TM-B       | 발카나바트     | 138,000       | 53,280        | 424,700       | 2   |
| 다쇼구즈 주 | TM-D       | 다쇼구즈       | 74,000        | 28,570        | 1,059,800     | 3   |
| 레바프 주   | TM-L       | 투르크메나바트 | 94,000        | 36,290        | 1,034,700     | 4   |
| 마리 주     | TM-M       | 마리           | 87,000        | 33,590        | 1,146,800     | 5   |

## 기후
기후는 몹시 건조한 기후로 사막이 있는 곳이다. 사막성 기후의 특징이 잘 나타나는 곳이다.

## 인구와 주민
투르크멘인이 인구의 대부분을 차지하지만, 러시아인이나 우즈베크인도 많다. 러시아인은 감소 경향에 있다. 투르크멘인(85%), 우즈베크인(5%), 러시아인(4%), 그 외(6%) (2003년)

## 언어
투르크멘어가 공용어이지만, 러시아어도 널리 통용된다. 투르크멘어는 투르크메니스탄 인구의 72%가 사용하고 있다. 그 다음으로 러시아어(12%), 우즈베크어(9%), 페르시아어와 카자흐어를 포함한 기타 언어(7%)이다. 투르크멘인 가운데에서도 도시지역에 살고 있는 사람이나 엘리트 가운데에는 러시아어만 알고 있고 투르크멘어를 모르는 사람도 있다. 영어 사용률은 1%도 되지 않는다. 다른 중앙아시아 국가들과 마찬가지로 영어 사용률이 매우 적은 수준이며, 교육을 받은 사람만 극소수로 구사하는 편이다.

## 정치

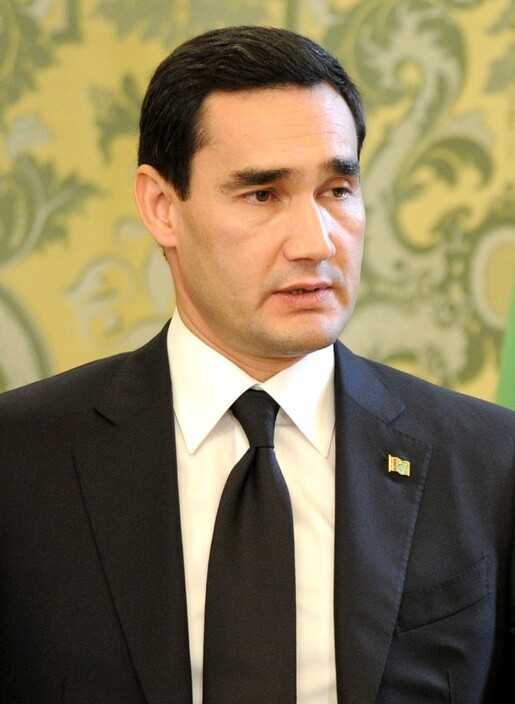
現 투르크메니스탄 대통령 세르다르 베르디무하메도프

투르크메니스탄은 대통령제이므로 임기는 7년 중임제이다. 현직 대통령은 2022년 3월 19일에 취임한 세르다르 베르디무하메도프 現 제3대 대통령이다. 2016년까지 대통령 임기는 5년 중임제로 시행하다가 헌법 개정으로 인해 2017년부터 7년 중임제로 변경되었다. 2020년 9월 단원제에서 양원제로 변경하는 개헌안이 통과되었다.

## 투르크메니스탄의 대통령
- 故 사파르무라트 니야조프 (1940년 2월 19일~2006년 12월 21일 서거) (향년 66세)
  - 1991년 10월 27일 (취임)
  - 2006년 12월 21일 (서거)
  - 투르크메니스탄 민주당

- 2006년 12월 21일 故 사파르무라트 니야조프 대통령 서거 기간 동안에는, 구르반굴리 베르디무하메도프가 당시 대통령 대행이었다.

- 구르반굴리 베르디무하메도프 (1957년 6월 29일~) (68세)
  - 2006년 12월 21일 (대통령 권한대행 취임일)
  - 2007년 2월 14일 (정식 취임일)
  - 2012년 2월 17일 (2임기 취임)
  - 2017년 2월 17일 (3임기 취임)
  - 2022년 3월 19일 (퇴임)
  - 투르크메니스탄 민주당

- 세르다르 베르디무하메도프 (1981년 9월 22일~) (43세)
  - 2022년 3월 19일 (취임)
  - 현직
  - 투르크메니스탄 민주당

## 무역
2000년 기준으로 투르크메니스탄의 주요 수출 상대국은 러시아(41.08%), 이탈리아(16.02%), 이란(9.66%), 터키(7.42%), 우크라이나(6.26%)이다. 주요 수입 상대국은 러시아(14.25%), 터키(14.18%), 우크라이나(12%), UAE(8.21%), 일본(8.08%)이다. 2000년 기준으로 총수출액은 2,505,546 달러, 총수입액은 1,785,541 달러이다. 주요 수출 품목은 천연가스 (1,244,399달러), 석유(513,099 달러), 석유제품(241,927달러), 면화(223,463달러), 가공되지 않은 면화(25,136달러)이다. 주요 수입 품목은 파이프(39,699 달러), 항공 제품(29,968 달러), 직조 기계(28,943달러), 가스 터빈(28,350달러), 냉동육(27,977달러)이다.

## 종교
수니파 이슬람교가 다수이다. 무슬림이 다수인 투르크멘 족들은 종교적 의무를 엄격하게 수행하지는 않으나, 돼지고기를 먹지 않는 풍습만은 지킨다고 한다. 시아파 이슬람교와 러시아 정교회도 소수 존재한다.
그러나 한때 투르크메니스탄의 대통령이었던 故 사파르무라트 니야조프는 자신을 숭배토록 유도했었으며, '루흐나마'라는 경전을 발간하여 학교에서 교육 시켰다. 수도에는 거대한 규모의 대통령 황금 동상이 세워져 있다.

## 국민 건강
평균 수명은 60세이다.

## 문화
2002년 8월 10일 투르크메니스탄 정부는 종래에 써오던 러시아에서 유래한 달 이름 및 요일 이름을 개명하는 법률을 만들었다. 새 이름은 투르크메니스탄의 종신대통령(2006년 사망)인 故 사파르무라트 니야조프가 저술한 루흐나마에 제시된 투르크메니스탄의 상징들에서 따왔다.
아할 테케 라는 세계 최고의 명마가 투르크메니스탄이 원산지이다. 굉장히 빼어난 미모에 황금빛 털을 갖고 있어서 엄청나게 멋진 말이지만 이오시프 스탈린으로 인해 하마터면 멸종할 뻔했으나 사파르무라트 니야조프가 멸종을 필사적으로 막은 끝에 멸종 위기종에서 벗어나긴 했으나 아직 그 개체 수는 전 세계에 3,500마리 정도로 많지 않다.

## 외교
투르크메니스탄은 2009년 1월까지 현재 127개국과 수교하고 있으며, 40개 이상의 국제 기구의 회원으로 참여하고 있다. 1992년 4월 21일 아시아올림픽평의회(OCA)집행위원회는 독립국가연합(CIS) 가입국인 카자흐스탄, 키르기스스탄, 타지키스탄, 우즈베키스탄 등 아시아권 5개 공화국의 OCA회원국 가입을 승인하였다. 1993년 11월 11일 카자흐스탄과 우즈베키스탄, 키르기스스탄, 투르크메니스탄 등 중앙아시아 4개국은 아시아유도연맹에 정식으로 가입하였다.
러시아와의 관계
투르크메니스탄은 UN에서 공식 인정을 받은 영세중립국인 이유로 2005년에 독립국가연합에서 탈퇴해서 준회원국이 되었으나, 러시아와는 우호적인 관계를 유지하고 있다.

### 대한관계
대한민국은 1991년 12월 30일에 소련이 해체된 후에 투르크메니스탄을 포함한 독립국가연합(CIS)의 10개국 각각을 독립국가로 승인하였다. 1992년 2월 10일 정부는 독립국가연합(CIS)의 우크라이나, 투르크메니스탄, 벨라루스와 각각 대사급 외교관계를 수립하였다.
2024년 6월에 대한민국과 항공 회담을 열었다. 2025년 7월 14일에는 투르크메니스탄 항공이 인천 - 아시가바트 직항을 취항하였다.